# Storks, Swans, etc.
Storks, Swans, etc. (em tradução livre, Cegonhas, Cisnes, etc.) é um filme mudo britânico em curta-metragem realizado em 1887, parte do estudo do inventor e fotógrafo Eadweard Muybridge à respeito do movimento dos seres.
Não se trata de um filme como entendemos hoje, mas de uma sequência de fotografias de apenas alguns segundos, dispostas de forma a criar a impressão de movimento.

## Sinopse

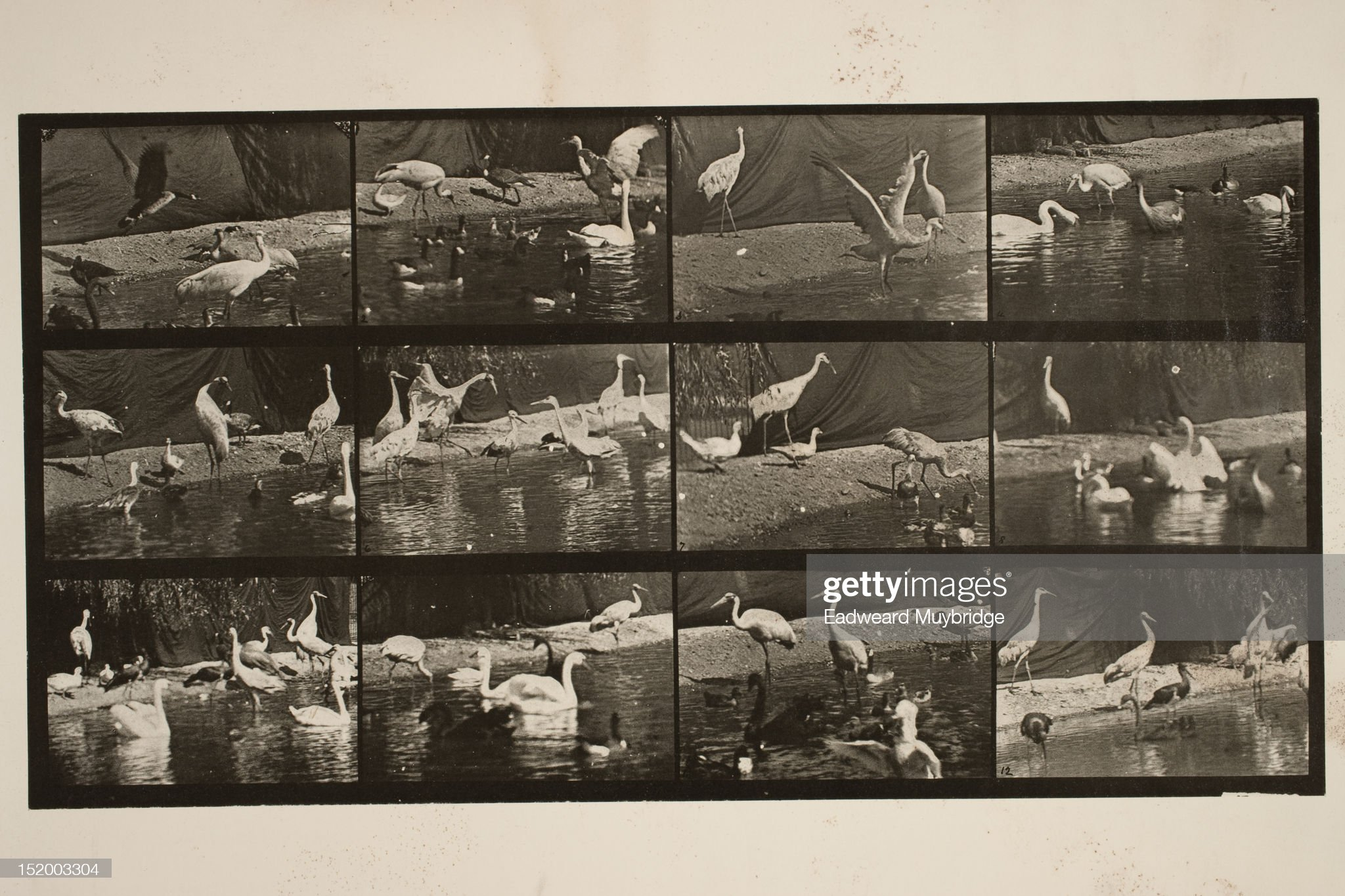
Sequência fotográfica de Storks, Swans, etc.

Uma série de fotografias de um bando de vários tipos de aves à beira de um lago. 